# Gut Roest

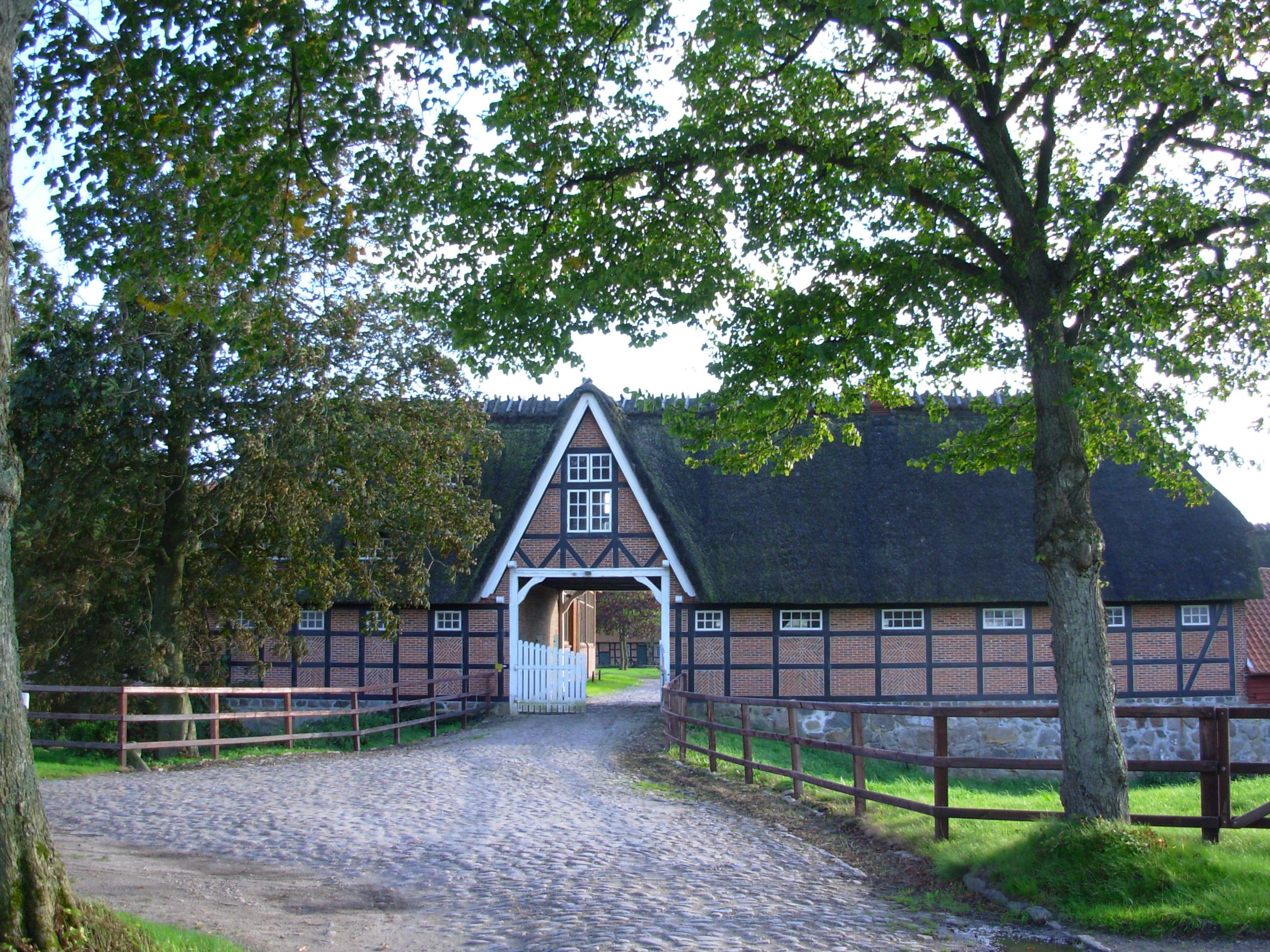
Gut Roest, Torhaus

Gut Roest (dänisch: Røst gods), am westlichen Aus- und Zugang von Kappeln gelegen, ist eines der ältesten Güter in Angeln.

## Geschichte
Die ursprüngliche Burg wird bereits 1231 im Erdbuch König Waldemars als Bestandteil des Geltinger Waldes genannt. Sie wechselte mehrfach den Besitzer: die Familien Lembeck, Split u. a. werden genannt. 1498 kaufte Schack Rumohr das Gut, das bis 1797, also fast 300 Jahre lang, im Besitz der Familie Rumohr verblieb. Schack Rumohr fiel kurz nach dem Erwerb des Gutes in der Schlacht bei Hemmingstedt.

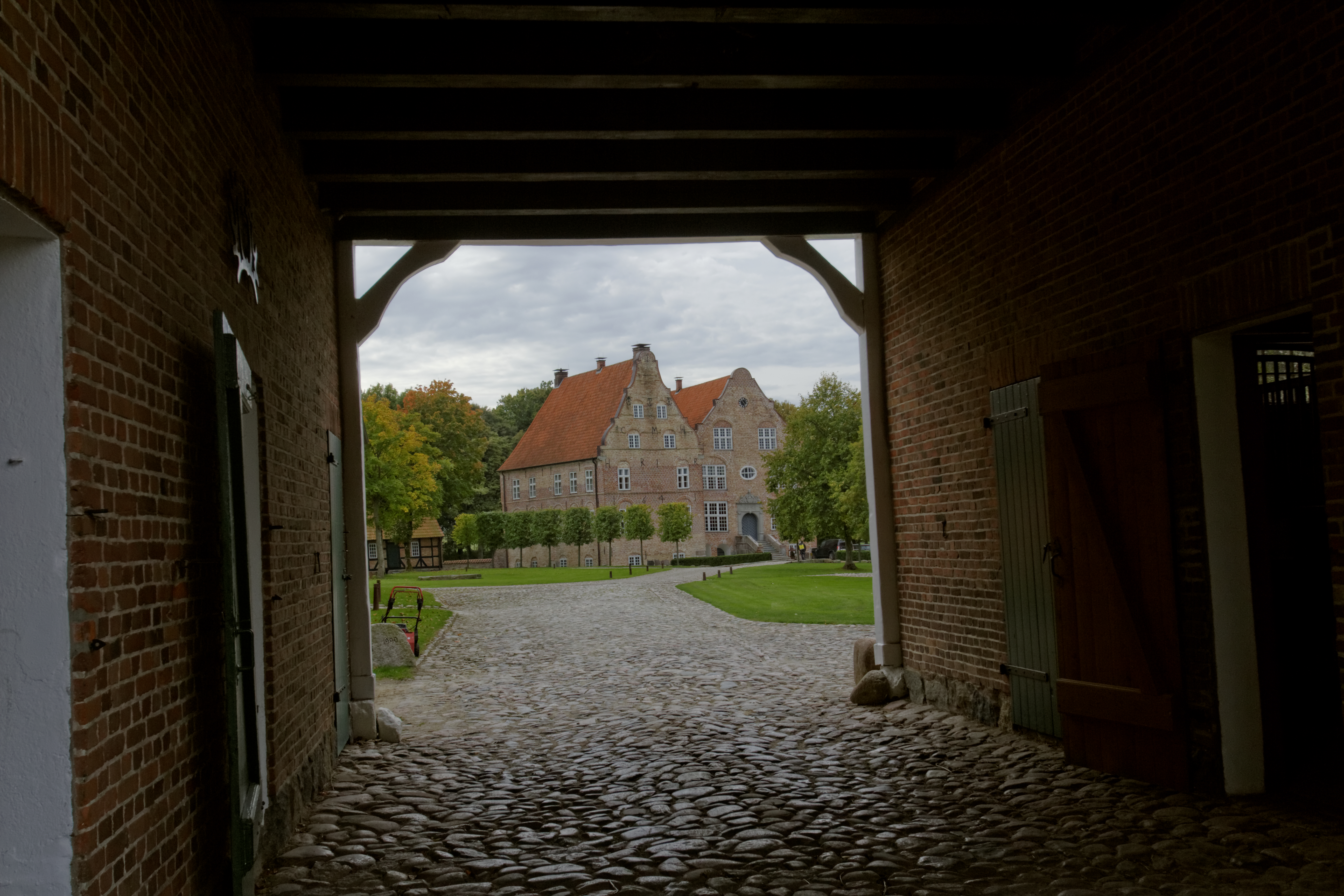
Herrenhaus Roest

Den ältesten Teil des Herrenhauses errichtete 1590 Asmus von Rumohr, dem auch Gut Rundhof gehörte, den linken Flügel baute 1641 sein Enkel Heinrich. Die beiden Giebelhäuser sind im Stil der Zeit traufenseitig zusammengebaut, aber gegeneinander versetzt. Im altertümlichen Rittersaal mit offener Feuerstelle findet sich ein Wandgemälde von 1640, das als Emblem einen Junker auf der Falkenjagd zeigt, mit der lateinischen Subscriptio velle at non posse dolendum est (Deutsch: Wollen, aber nicht können, ist schmerzlich).
1667 übernahm Detlef von Rumohr das Gut, der später zum Generalmajor in dänischen Diensten aufstieg und 1678 als Gouverneur von Rügen in der Schlacht von Warksow am 8. Januar 1678 fiel. 1667 jedoch versuchte er, die Bürger der zum Gut gehörigen Stadt Kappeln zu zwingen, ihm den Untertaneneid abzulegen, woraufhin 64 Familien die Stadt verließen und auf einer Landzunge in der Schlei Deutschlands heute kleinste Stadt Arnis gründeten. Detlef von Rumohrs Epitaph schmückt die Kappelner St. Nikolaikirche.
Diese Kirche wurde von Hans Adolph von Rumohr 1789 in Auftrag gegeben – kurz bevor er 1797 Gut Roest an Landgraf Karl von Hessen-Kassel verkaufte, dem bereits Schloss Louisenlund gehörte. Dieser parzellierte den riesigen Landbesitz des Gutes und hob damit die Leibeigenschaft auf. (Dass es auf dem Gut Roest Leibeigene gab, ist auch durch die Sage vom Dingholzer Frauenschuh überliefert.) Das Gut fiel dann an die Herzöge zu Schleswig-Holstein-Sonderburg-Glücksburg. Das Herrenhaus wurde verkauft und befindet sich seit Jahren in Privatbesitz.